# Neufchâtel-en-Bray
Neufchâtel-en-Bray település Franciaországban, Seine-Maritime megyében. Lakosainak száma 4671 fő (2022. január 1.). Neufchâtel-en-Bray Lucy, Ménonval, Neuville-Ferrières, Quièvrecourt, Saint-Germain-sur-Eaulne és Saint-Martin-l’Hortier községekkel határos.

## Népesség
A település népességének változása:
| Lakosok száma | 4794 | 4728 | 4958 | 4737 | 4711 | 4678 | 4646 | 4680 | 4671 |
|               | 2013 | 2015 | 2016 | 2017 | 2018 | 2019 | 2020 | 2021 | 2022 |